# Dantesymfonie nr. 3
Boris Tisjtsjenko componeerde zijn Dantesymfonie nr. 3 in 2001.
Tisjtsjenko is al jarenlang bezig met en opleveren van zijn totale Dantesymfonie. Tot dusver (2008) zijn alleen de eerste drie delen verschenen. De eerste aanzet tot het componeren van dit werk kwam in de jaren 60, doch hij kwam pas veel later tot actie. De totale symfonie loopt synchroon met het boekwerk van Dante Alighieri: De goddelijke komedie.

## Delen (uiteindelijk)
1. Introductie
2. Inferno I
3. Inferno II
4. Purgatorio
5. Paradiso.

De Dantesymfonie nr. 3 behandelt Inferno II. De muziek laat duivelse lachen horen, het kreunen van ellende en alle andere zaken die zich in de hel afspelen. Citaten uit het boek zijn terug te vinden in de partituur. 

Tisjtsjenko is een leerling van Sjostakovitsj en dat is goed te horen met name in de fragmenten als het volledige orkest moet spelen. Daartegenover staan de kamermuziekgedeelten waarbij de muziek erg economisch wordt verdeeld over maar een paar stemmen. Door het gebruik van de percussie-instrumenten in die relatief zachte gedeelten krijgt de muziek het karakter van de muziek van een andere leerling van Sjostakovitsj, Galina Oestvolskaja.
Tisjtsjenko is veel minder somber en uitgesproken dan zowel leraar als Oestvolskaja.

Er lijken bijvoorbeeld citaten in het werk te zitten van zowel de achtste als de elfde symfonie van zijn leraar, maar zo dreigend als Dmitri ze componeerde wil het maar niet worden. Alleen in het begin met een glisserende trombone met een daar op reagerend orkest benaderd de grote Rus De fragmenten die lijken op werk van Oestvolskaja hebben niet de dynamiek die zij uit een klein ensemble kon halen en de wanhoop die zij daarbij uitstraalde.

## Discografie
- Uitgave Fuga Libera: Moskou Symfonieorkest o.l.v. Genaddy Rozdestvensky; de opnamen zouden wellicht van de première kunnen zijn. Het verscheen onder de titel: Dante-Symphony no.3 : Hell Circles 7-9; "The place of such a kind that every eye would shun it".